# Gusztav von Oláh

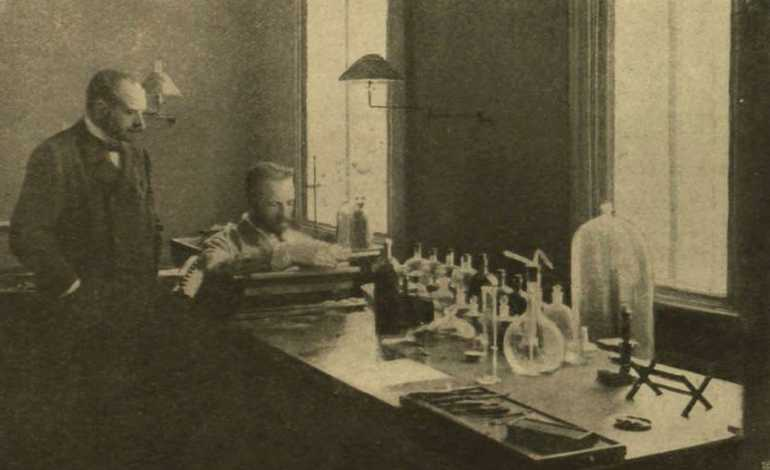
Le Dr Gusztáv Oláh et son collègue le Dr. László Epstein dans leur laboratoire, 1904

Gusztáv Oláh de Lanzsér et Talmács (lanzséri és talmácsi Oláh Gusztáv en hongrois ; Gustav Ladislaus Julius von Oláh en allemand) (1857-1944) est un psychiatre hongrois.

## Biographie
Orphelin dès l'âge de deux ans de László Oláh (hu), avocat, et de Otilia Burchard-Bélaváry, Gusztáv Oláh est élevé par son oncle Konrád Burchard Bélaváry. Ses humanités terminées à Eger, il étudie à l'Université de Vienne où il est reçu docteur en médecine en 1811. Il travaille la même année au sein de l'Institut psychiatrique de Lipótmező, à Budapest. Il poursuit sa formation à Paris avec Charcot en 1882. Il est directeur de l'Institut psychiatrique et neurologique d'Angyalföld (hu) à Budapest à partir de 1886 et de l'Institut psychiatrique de Lipótmező à partir de 1910 jusqu'à sa retraite en 1925. Il travailla au rapprochement de la psychiatrie et de la neurologie.
Il est conseiller ministériel en 1916 puis secrétaire d'Etat honoraire. Il est nommé en 1926 vice-président du Conseil royal de médecine légale. 
Il est également membre du Conseil médical de la magistrature, médecin à la Cour royale de Budapest (budapesti kir. törvényszék orvosa) et président de l'Association Hongroise de Psychiatrie (Magyar Elmeorvosok Egyesületének). Il est le président-fondateur de la Ligue hongroise d'hygiène mentale (Magyar Elmevédelmi Liga, 1924), qu'il organiser sur le modèle de la Ligue de France après avoir pris contact avec le Dr Toulouse. Il est aussi correspondant de la Société française médico-psychologique et l'auteur de nombreuses publications et ouvrages en hongrois, allemand et français. 
Époux de Róza Fodor de Csikcsekefalvi (1868-1961), artiste peintre, il est le père du scénographe Gusztáv Oláh (1901-1956). Il est de la famille de Miklós Oláh, prince-primat du Royaume de Hongrie au XVIe siècle.

## Sources
- Magyar Életrajzi Lexikon 1000–1990
- Károly Kapronczay:  Magyar Orvoséletrajzi Lexikon, Mundus Kiadó
- Oláh, Gusztav von (1857-1944), Österreichisches Biographisches Lexikon 1815–1950, Bd. 7 (Lfg. 33, 1977), S. 224
- Kiszlingstein Könyvészete ; M. Könyvészet 1895 ; Corvina 1903
- Antal Oberhammer: Lexikon, Pécs, 1871